# Александър Даргомижки
Александър Сергеевич Даргомижки (на руски: Александр Сергеевич Даргомыжский; 14 февруари 1813 –17 януари 1869) е руски композитор.

## Биография
Александър Даргомижки е роден на 14 февруари 1813 г. в с. Троцкое, Тулска губерния. През 1817 г. семейството се премества в Петербург. Драгомижки учи пиано и цигулка. До 30-те години на XIX век вече е известен като автор на много романси и произведения за цигулка и пиано. Запознава се с Михаил Глинка и Александър Пушкин.
Операта на Даргомижки „Есмералда“ (по романа „Парижката Света Богородица“ на Виктор Юго) е композирана през 1839 г., а операта му „Русалка“ е поставена за първи път на сцена през 1856 г. Като цяло не е особено популярен до 60-те години на XIX век. Има известен успех в Белгия.
Последната му опера „Каменният гост“, която не успява да завърши, е най-известното му произведение. Тя е довършена от Цезар Кюи и Николай Римски-Корсаков. За първи път е поставена на сцена през 1872 г. – три години след смъртта на Даргомижки.
Даргомижки оставя и някои недовършени опери. Другите му произведения включват многобройни песни, композиции за пиано, а също и няколко за оркестър.
Композиторът умира на 17 януари 1869 г. в Санкт Петербург. Погребан е в Тихвинското гробище.